# Gila cypha
Gila cypha är en fiskart som beskrevs av Miller, 1946. Gila cypha ingår i släktet Gila och familjen karpfiskar. IUCN kategoriserar arten globalt som sårbar. Inga underarter finns listade i Catalogue of Life.